# George Burns
George Burns (născut Nathan Birnbaum la 20 ianuarie 1896 – d. 9 martie 1996) a fost un actor și scriitor american de film.
A colaborat cu Gracie Allen (1902-1964). Împreună au format o echipă de comici, în 1925, iar un an mai târziu s-au căsătorit. Au jucat împreună în 13 filme, printre care cele din seria The Big Broadcast (1932, 1936 și 1937).

## Scriitor
Burns are la activ 10 cărți scrise:
- Burns, George; Hobart Lindsay, Cynthia (1955). I Love Her, That's Why. Simon and Schuster.

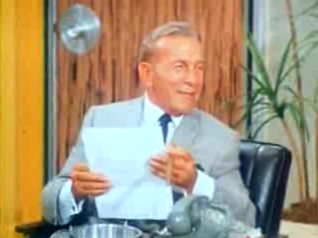
George Burns în „The Lucy Show”

- Burns, George (1976). Living it up: Or, They Still Love Me in Altoona!. Putnam. ISBN 978-0-399-11636-0.
- Burns, George (1980). The Third Time Around. Putnam. ISBN 978-0-399-12169-2.
- Burns, George (1983). How To Live To Be 100 – Or More – The Ultimate Diet, Sex and Exercise Book. Robson Books. ISBN 978-0-399-12939-1.
- Burns, George (1984). Dr. Burns' Prescription for Happiness: Buy Two Books and Call Me in the Morning. Putnam.
- Burns, George (1985). Dear George. Putnam.
- Burns, George (1988). Gracie : A Love Story. Putnam. ISBN 0-399-13384-4.
- Burns, George; Fisher, David (1989). All My Best Friends. Putnam. ISBN 0-399-13483-2.
- Burns, George; Goldman, Hal (1991). Wisdom of the 90's. Putnam.
- Burns, George (1996). 100 Years 100 Stories. Putnam. ISBN 978-0-399-14179-9.

## Filmografie
- The Big Broadcast (1932)
- International House (1933)
- College Humor (1933)
- Six of a Kind (1934)
- We're Not Dressing (1934)
- Many Happy Returns (1934)
- Love in Bloom (1935)
- Here Comes Cookie (1935)
- The Big Broadcast of 1937 (1936)
- College Holiday (1936)
- A Damsel in Distress (1937)
- College Swing (1938)
- Honolulu (1939)
- The Solid Gold Cadillac (1956) (narrator)
- The Sunshine Boys (1975)
- Oh, God! (1977)
- Movie Movie (1978)
- Sgt. Pepper's Lonely Hearts Club Band (1978)
- Just You and Me, Kid (1979)
- Going in Style (1979)
- Oh, God! Book II (1980)
- Oh, God! You Devil (1984)
- 18 Again! (1988)
- A Century of Cinema (1994) (documentary)
- Radioland Murders (1994)
- Lambchops (1929)
- Fit to Be Tied (1930)
- Pulling a Bone (1931)
- The Antique Shop (1931)
- Once Over, Light (1931)
- 100% Service (1931)
- Oh, My Operation (1932)
- The Babbling Book (1932)
- Your Hat (1932)
- Let's Dance (1933)
- Hollywood on Parade No. A-9 (1933)
- Walking the Baby (1933)
- Screen Snapshots: Famous Fathers and Sons (1946)
- Screen Snapshots: Hollywood Grows Up (1954)
- Screen Snapshots: Hollywood Beauty (1955)
- All About People (1967) (narrator)
- A Look at the World of Soylent Green (1973)
- The Lion Roars Again (1975)

## Discografie

### Albume
| An   | Album                         | Poziții în topuri | Poziții în topuri | Label   |
| An   | Album                         | US Country        | US                | Label   |
| ---- | ----------------------------- | ----------------- | ----------------- | ------- |
| 1980 | "I Wish I Was Eighteen Again" | 12                | 93                | Mercury |
| 1980 | "George Burns in Nashville"   | –                 | –                 | Mercury |
| 1982 | "Young at Heart"              | –                 | –                 | Mercury |

### Single-uri
| An   | Single                                  | Poziții în topuri | Poziții în topuri | Poziții în topuri | Poziții în topuri | Poziții în topuri | Album                       |
| An   | Single                                  | US Country        | US                | CAN Country       | CAN               | CAN AC            | Album                       |
| ---- | --------------------------------------- | ----------------- | ----------------- | ----------------- | ----------------- | ----------------- | --------------------------- |
| 1980 | "I Wish I Was Eighteen Again"           | 15                | 49                | 8                 | 25                | 19                | I Wish I Was Eighteen Again |
| 1980 | "The Arizona Whiz"                      | 85                | —                 | —                 | —                 | —                 | I Wish I Was Eighteen Again |
| 1981 | "Willie, Won't You Sing a Song with Me" | 66                | —                 | —                 | —                 | —                 | George Burns in Nashville   |